# Mario Durán
 (novembre 2023).
Mario Edgardo Durán Gavidia, né le 3 avril 1983 à San Salvador, est un homme d'affaires et homme politique salvadorien, membre du parti Nouvelles Idées. 

## Jeunesse et formation
Il commence à travailler très jeune pour aider sa famille, et émigre aux États-Unis où il exerce divers métiers. Il a plus de quinze ans d'expérience dans le secteur privé, travaillant avec les communautés et en équipe avec de jeunes leaders des zones rurales et urbaines à haut risque du pays. Il est diplômé en sciences politiques.

## Carrière politique
En 2019, Mario Durán est nommé par le président de la République, Nayib Bukele, ministre de l'Intérieur, ainsi que président de la Commission nationale de la protection civile.
Dans le cadre de son administration, Mario Durán dirige la réponse du gouvernement central aux crises sanitaires et environnementales les plus graves du pays, comme l'urgence COVID-19 au Salvador.
En novembre 2020, Mario Durán démissionne de son poste ministériel pour de se présenter comme pré-candidat à la mairie de San Salvador, obtenant la majorité absolue aux élections internes du parti Nouvelles Idées.

## Maire de San Salvador

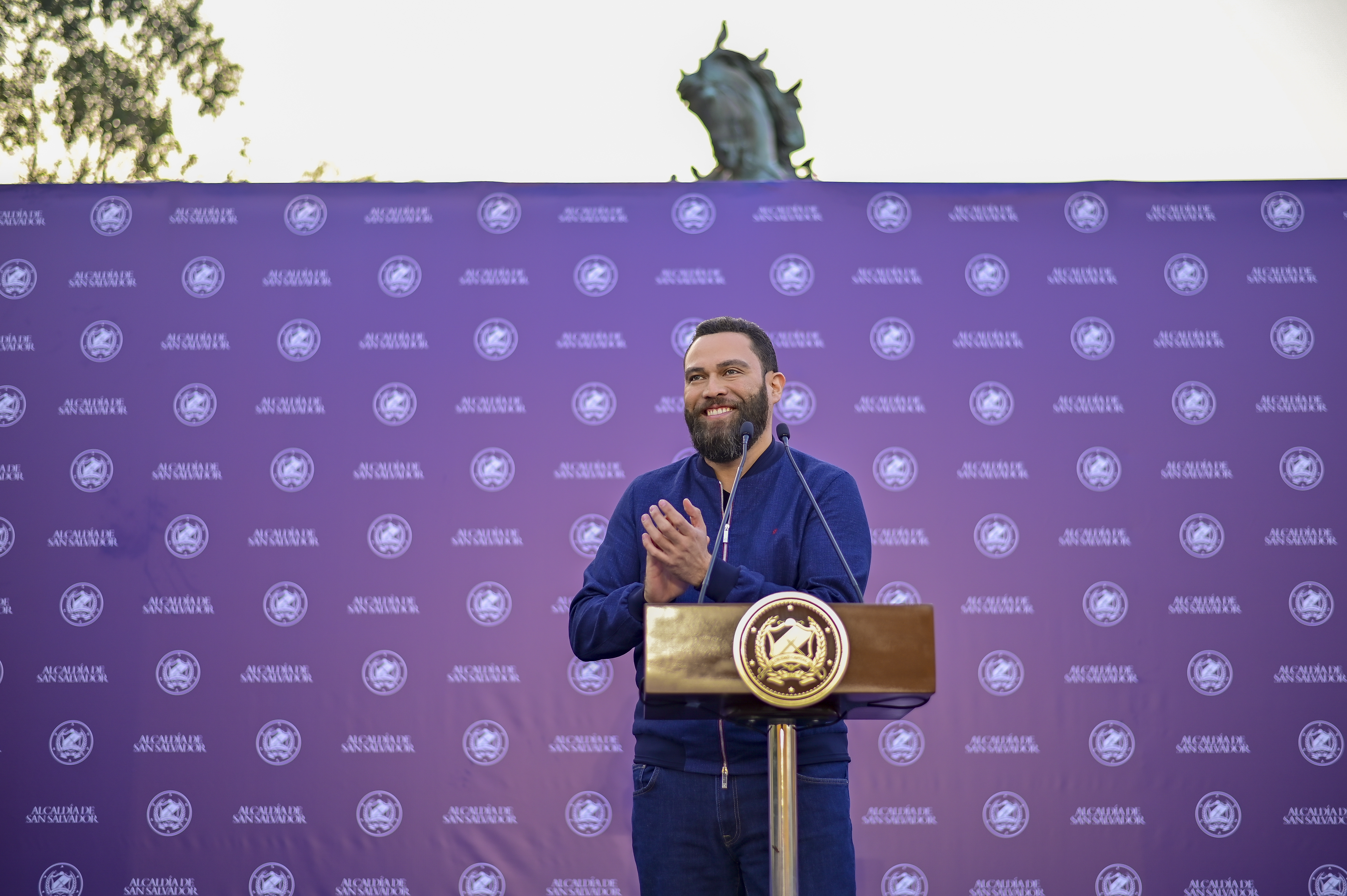
Le maire Mario Durán en 2021.

Le 28 février 2021, il est élu maire de San Salvador avec 56,11 % des voix, battant le sortant Ernesto Muyshondt. Il prend ses fonctions le 1er mai suivant pour un mandat de trois ans.
En 2024, il se présente au poste de maire de la nouvelle municipalité de San Salvador Centro, créée par la loi de 2023 portant réforme de l'administration locale. Le 3 mars, il est élu et entre en fonction le 1er mai suivant.